# Distinció entre ús i menció
En filosofia, lògica i gramàtica, la distinció entre ús i menció és la distinció entre utilitzar una paraula (o frase) i esmentar. La distinció pot ser il·lustrada així:
- Joan té quatre anys.
- "Joan" té quatre lletres.

La primera oració és sobre  la persona  Joan. La paraula "Joan" es fa servir per a referir a una persona, a Joan. La segona oració, en canvi, és sobre  la paraula  "Joan". La paraula "Joan" s'esmenta en tant signe o paraula, i no per referir a una persona. Quan s'esmenta una paraula (o frase) en el llenguatge escrit, generalment ho indica posant el text entre cometes, o escrivint a cursiva.

## Història de la distinció
La filosofia antiga i l'escolàstica ja tenien en compte aquesta distinció, quan es parlava de la suppositio terminorum, la qualitat dels termes o paraules de suposar-se, és a dir de posar-se en lloc de o substituir d'alguna manera l'objecte al qual fan referència. Es distingia entre la suppositio formalis, que equivaldria a l'ús, i la suppositio materialis, que equivaldria a la menció.
En la lògica aristotèlica, l'aplicació d'aquesta distinció era perfectament coneguda. Per exemple, considereu el següent sil·logisme:
"Cavall" té dues síl·labes.
Rocinante és un cavall.
Per tant, Rocinante té dues síl·labes.
Aquest sil·logisme és invàlid, perquè té quatre termes. Però, aparentment, el terme cavall es presta a ser considerat com a terme mitjà, si no tenim en compte la distinció assenyalada, i s'obté, evidentment, una conclusió falsa. En la primera premissa cavall és una suppositio materialis, mentre que en la segona és suppositio formalis.
No obstant això, no va ser sinó fins al treball de Gottlob Frege que la qüestió va començar a rebre una atenció més constant, que es manté fins a l'actualitat.

## Metallenguatge i llenguatge objecte
Es diu metallenguatge al llenguatge que s'usa per parlar sobre un altre llenguatge, a qui es diu llenguatge objecte. El llenguatge objecte i el metallenguatge poden no diferir (per exemple, quan s'usa a l'espanyol per parlar sobre l'espanyol mateix), però això pot generar paradoxes com la paradoxa del mentider. Quan es parla sobre un llenguatge objecte utilitzant un metallenguatge, les expressions del llenguatge objecte  s'esmenten , no s'usen. Per exemple, si s'està parlant de l'anglès per mitjà de l'espanyol, aleshores en dir «" xarxa "és el nom d'un color», s'està esmentant una paraula de l'anglès, "xarxa" (que en espanyol es tradueix com "vermell "), i s'està dient una veritat sobre aquesta paraula. La paraula "xarxa" no és, en aquest cas, una paraula de l'espanyol. Si ho fos, aleshores l'oració seria falsa.

## Concepte semàntic de veritat
La distinció entre metallenguatge i llenguatge objecte permetre a Alfred Tarski formular una teoria semàntica de la veritat. Segons Tarski, la veritat d'un enunciat en un llenguatge objecte s'ha de declarar sempre des d'un metallenguatge, o en cas contrari es cau en paradoxes semàntiques com la paradoxa del mentider. Per exemple, donada una oració com "la neu és blanca", si es vol declarar la seva veritat, s'ha d'escriure alguna cosa com el següent:
"La neu és blanca" és veritable.
Es veu com la pregària en qüestió s'esmenta no se la fa servir. Mentre l'oració està expressada en el llenguatge objecte, la declaració de la seva veritat es fa des del metallenguatge.